# Adherenser
Adherenser eller adhesioner avser permanenta sammanväxningar mellan ytor som normalt ska vara åtskilda. Vanligt är att adherenser uppkommer efter operationer eller annan påverkan. Mest kända är de adherenser som uppstår i buk- och bäckenhåla efter kirurgiska ingrepp, så kallade postoperativa adherenser samt från sjukdomen endometrios.
Postoperativa adherenser kan vara utan symptom men kan orsaka lidande i form av tarmvred, smärta på grund av fastnade organ, kvinnlig infertilitet, hindra normal funktion av tjocktarm och tunntarm samt försvåra framtida kirurgiska ingrepp. Adherenser kan även uppkomma efter andra operationer men är mest förekommande i buk och bäckenhåla. Adherenser kan även förekomma i livmodern (intra uterint), då till följd av kirurgi inuti livmodern, till exempel skrapningar av olika skäl och borttagande av knutor. Dessa adherenser kan i en allvarlig form kallas Ashermans syndrom.
Flera internationella organisationer såsom Cochrane collaboration och ESGE (European society of Gynecological Endoscopy) har uttalat att högre grad av aktiv åtgärd för att förhindra adherenser behövs.

### Webbkällor
- ”Sammanväxt av vävnad”. Svensk MeSH. Karolinska Institutet. https://mesh.kib.ki.se/term/D000267/tissue-adhesions. Läst 16 oktober 2020.